# Государственный социализм
Госуда́рственный социали́зм (нем. Staatssozialismus), в истории экономических учений и политологии — классификационная группа, в которую относятся теории перехода к социализму осуществляемого путём частных реформ, активного вмешательства государства в экономику и социальные отношения, огосударствления средств производства и т. п., не предполагая изменения основ реформируемого строя.
Историография связывает начало разработки концепций государственного социализма с именами Л. Блана (Франция), К. Родбертуса и Ф. Лассаля (Германия). В России это направление поддерживали и развивали И. И. Янжул и его ученик, преемник по университетской кафедре И. Х. Озеров. В части так называемого «муниципального социализма» активным разработчиком проблематики в России был М. Д. Загряцков.

## Квалификационные признаки

### В политико-экономических учениях
Рассматривая идеи государственного социализма, формулировавшиеся учёными в контексте принадлежности всей совокупности трудов каждого из них к тому или иному генеральному направлению социально-экономической мысли, можно различать два варианта.
- ставя конкретные труды отдельного учёного в контекст государственного социализма, историографическая традиция, тем не менее, может относить всю совокупность его трудов к другому, более крупному научному направлению. В этих случаях принято говорить, что идеи государственного социализма нашли выражение в работах того или иного учёного, и налицо пересечение соответствующих крупных направлений, обоюдная поддержка ими того или иного тезиса. Так, многие выразители идей государственного социализма были представителями немецкой исторической школы экономической мысли,
- в других случаях, такие важные дополнительные факторы, как научная кафедра, поддерживающая преемственность учёной мысли и развитие идей основоположников их учениками, издание печатного органа и пр. безусловно удостоверяют факт развития научной школы в той или иной стране. Применительно к государственному социализму в Германии в этой связи возник специальный термин: «катедер-социализм» (кафедральный социализм), который отчасти пересекается с «государственным социализмом», но не является полным ему синонимом.

### В истории и политологии
Экономическая теория может быть взята на вооружение государством в качестве экономической доктрины и впоследствии реализована средствами экономической политики. Одни доктрины явно указывают имена конкретных учёных, теорий, школ (или даже называться этими именами), другие же таких указаний не делают — либо используя соответствующую научную основу как общественное достояние, либо «независимо» приходя к тем же идеям. Так, пример реализации идей «государственного социализма» на Яве, Ф.Энгельс характеризует как систему государственной колониальной эксплуатации, созданную на основе общинного строя голландским правительством.
Крупнейший в XIX веке прецедент формирования доктрины «государственного социализма» и проведения соответствующей экономической и социальной политики, при активной поддержке государством соответствующих научных разработок учёных дала Пруссия. Там в 1877—1882 издавался еженедельник «Государственный социалист», университетские кафедры Пруссии сыграли известную роль в развитии катедер-социализма; наконец, сам канцлер Бисмарк является, в силу определения, главным государственным социалистом-практиком той эпохи (см. ниже раздел «Бисмарк и государственный социализм»).
С конца 1980-х годов, в годы перестройки в СССР реформаторы широко пропагандировали т. н. «шведскую экономическую модель» в качестве идеального примера государственного социализма на практике. Однако Швеция в этом плане далеко не единственная. В XX веке многие элементы теорий государственного социализма XIX века были подхвачены учёными всего мира и получили самостоятельную научную основу в лице институционализма, кейнсианства и пр. По этой причине термин «государственный социализм» стал менее активно использоваться в научном обороте, постепенно приобретая скорее историко-экономический характер, и соотносясь, в основном, с эпохой катедер-социализма и государственного социализма Бисмарка.

## Терминологический конфликт
На протяжении более века в науке устоялось понимание «государственного социализма» как имени конкретных течений мысли, школ и доктрин конца XIX — начала XX века (а в формально-аналитическом плане — и как возможного родового названия группы доктрин типа шведской модели социализма второй половины XX века). Употребление термина «государственный социализм» фактически как синонима «социализму вообще» и, тем более, «экономике стран социализма» с научной точки зрения не вполне корректно. Смешение понятий, относящихся к абсолютно разным социально-экономическим системам, научным основам, инструментам и формам проведения экономической политики вызывает терминологический конфликт и вносит неоднозначность в выверенный категориальный аппарат истории и политологии.

## Государственный социализм в Германии

### Катедер-социализм
Катедер-социализм (нем. Kathedersozialismus), от нем. Katheder — кафедра), течение, возникшее в немецкой науке (главным образом, политической экономии) в Германии 1860—1870-х годах, тесно переплетается с другими современными ему течениями немецкой экономической и социально-политической мысли. К этому направлению причисляются, в частности, Г. Шмоллер, Л. Брентано, А. Вагнер, Г. Геркнер, А. Шеффле и представители ряда других школ, прежде всего немецкой исторической школы в экономической науке. Активную полемику с катедер-социалистами вели К. Маркс и Ф. Энгельс; В. И. Ленин проводил связь между немецкими катедер-социалистами и русскими «легальными марксистами».

### Бисмарки государственный социализм
Первое в русской литературе специальное исследование на тему «Бисмарк и государственный социализм» опубликовал в 1890 г. профессор И. И. Янжул — основатель школы государственного социализма в России. Ниже приведены цитаты из статьи другого известного русского экономиста, В. В. Водовозова, помещённой в Энциклопедическом словаре Брокгауза и Ефрона:

«Для Бисмарка социализм не был целой системой нового общественного устройства с иными политическими, общественными и нравственными идеалами, он видел в социализме лишь стремление улучшить материальные условия жизни народившегося четвертого сословия и с этой точки зрения уже давно, почти с первых шагов своей деятельности, относился к нему сочувственно».
«В самый разгар конституционного конфликта в Пруссии, когда либеральная оппозиция находила себе такую энергическую поддержку в народных симпатиях, Бисмарк сходится с апостолом немецкого социализма Лассалем и не задумывается оказать материальную поддержку широким планам великого проповедника государственного социализма».
«Государственная власть поэтому должна взять на себя инициативу всех тех реформ социально-христианского характера, которые сплотят рабочие классы под широким монархическим знаменем. Недаром Бисмарк проводил долгие часы в интимных беседах с Лассалем, недаром так давно уже мысль о государственном социализме занимала его ум. Эту мысль он решается теперь провести в жизнь. Он вносит в парламент один за другим проекты законов, созидавших целый ряд учреждений, обеспечивающих рабочие классы на случай старости, болезни, увечий, несчастных случаев».

«Свои проекты он не относит даже к области государственного социализма, нет — его проекты являются лишь результатом „практического христианства, без фраз…“. Но он не боится обвинения в государственном социализме, так как каждый закон, являющийся на помощь народу, есть социализм и весь успех социально-демократической партии обусловливается тем, что государство не достаточно „социально“».

## Государственный социализм в Англии
«В известном смысле под понятие государственного социализма можно подвести деятельность фабианского общества в Англии».

## Школа государственного социализма в России

### Легальный марксизм
Во второй трети XIX века теории государственного социализма попадают в поле зрения русских легальных марксистов. В их числе выделяется один из крупнейших русских экономистов того времени М. И. Туган-Барановский. В политико-экономических аспектах его трудов прослеживается влияние главного теоретика государственного социализма, Родбертуса. Так, следуя его методу, Туган делит экономические категории на логические (вечные) — ценность и стоимость, и исторические (преходящие) — прибавочную стоимость и собственно капиталистическое хозяйство.
Оригинальность мышления и творческий подход Туган-Барановского, однако, иногда приводили к запутыванию уже сложившейся системы категорий, переклассифицируемых им по второстепенным признакам. Это относится к его классификации социалистических учений, где в качестве критерия избран способ распределения и форма собственности и, соответственно, различаются
…социализм государственный, синдикальный, коммунальный и анархический и, соответственно, коммунизм государственный, коммунальный и анархический. Считал государственный социализм (учения Мора, Сен-Симона, Маркса, Беллами) наиболее продуманным и экономически возможным.
Здесь в один ряд учений «государственного социализма» вписаны и малоконкретизированные социалистические утопии Мора и Сен-Симона, и фундаментальная теория Маркса, и литературный опус Беллами, но игнорируется современная Туган-Барановскому доктрина «государственного социализма» в Германии.

### И. И. Янжул и его теория государственного социализма
К идеям государственного социализма Иван Иванович Янжул подошёл в силу нескольких предпосылок, проистекающих из общности его взглядов и позиции немецкой исторической школы. И России, и Германии на мировых рынках противостояла Британская империя, под чьи империалистические интересы английские учёные подводили научную основу в виде фритредерства. Поэтому, как и его немецкие коллеги, И. И. Янжул выступает с критикой английского фритредерства. За этой доктриной, требующей от других стран открыть собственные рынки для Англии под лозунгом «невмешательства в свободную экономическую жизнь», он видит субъективный меркантильный интерес могучей колониальной сверхдержавы, а также источник более высокого, чем в других странах, жизненного уровня всего её народонаселения. На это Янжул указывает в своей докторской диссертации «Английская свободная торговля», защищённой в 1876 году:
«Несмотря на такое видимое и сильное влияние этой системы воззрений на народную жизнь Англии, несмотря на то, что все реформы в её духе привели за собой колоссальное развитие богатства и политического могущества страны, — несмотря на это, начало свободной конкуренции до сих пор является вопросом весьма спорным как в теории, так и на практике».

К критике английских фритредеров Янжул возвращался неоднократно. В этой же связи он критикует и сочинение профессора Кембриджского университета Генри Фоссетта «О свободной торговле и покровительственной системе», усматривавшего в протекционизме вред и опасность для Англии. При этом английский профессор рассматривал влияние внешней политики Англии на весь «индустриальный класс» страны, включавший в его определении и буржуазию, и рабочих, то есть показывает, что и последние тоже в выигрыше от империалистической экспансии. Эти мотивы Янжул использовал и в своей работе «Влияние покровительственного тарифа на благосостояние рабочих классов», разворачивая тему уже в сторону интересов русских рабочих. С докладом на эту же тему Янжул выступил в 1877 году в московском отделении Русского технического общества. Опираясь на данные по Англии, Америке и Австралии, он показал, что, будучи введён в России, покровительственный тариф будет способствовать повышению заработной платы, а также сохранит возможность предоставления постоянной работы на русских фабриках и заводах.
Не менее важной точкой пересечения предмета исследования русских и немецких государственных социалистов была проблематика борьбы с наиболее вопиющими проявлениями капиталистической эксплуатации, разработка и принятие мер по улучшению положения рабочего класса. В этой связи следует назвать работу И. И. Янжула «Детский и женский фабричный труд в Англии и России», опубликованную в 1880 году в журнале «Отечественные записки».
И. И. Янжул настаивал на активном вмешательстве государства в фабрично-заводскую жизнь. От требований ограничения женского и детского труда он переходил к задачам установления правительственного надзора за безопасностью труда на фабриках и заводах, к наблюдению за паровыми машинами и котлами и т. п. Янжул также всячески поддерживал установление полной ответственности капиталистов за несчастные случаи с рабочими на их предприятиях, критикуя частные, ограниченные по масштабам «филантропические» проекты. В результате, под нажимом крупных «московских фабрикантов и воздействием петербургского правительства» в 1885 году И. И. Янжул был отстранён от государственной должности фабричного инспектора.